# Bosques de Europa
Los bosques de Europa son extensiones naturales en los que perdura una importante biodiversidad, tanto florística como faunística. El bosque es un área con una alta densidad de árboles, y hay diversos tipos de bosques según la región climática en la que se encuentren. Europa es un continente con una gran variedad de bosques, desde bosques mediterráneos en el sur hasta bosques boreales en el norte. El ser humano, desde tiempos antiguos, ha aprendido a utilizar los recursos provenientes del bosque para su necesidad, muchas veces de forma incontrolada, lo cual ha dado lugar a una gran deforestación a lo largo del continente, la cual se recupera lentamente.

## Edad Media
En el transcurso de la Edad Media, los bosques europeos fueron disminuyendo su extensión. Los aldeanos cortaban los árboles para la obtención de leñas para la cocina, para usos medicinales, para calentarse en épocas de frío, construir sus edificaciones, etcétera. Mientras iban pasando los años, la población europea iba creciendo y era preciso alimentar a una gran cantidad de personas.
La ganadería, la agricultura y la destrucción de bosques para construir nuevos poblados hizo que los bosques se redujeran a un tamaño mucho menor. Hoy en día, casi no quedan bosques que daten de la Edad Media, solo se pueden encontrar algunos bosques en los países nórdicos del Este y en parte de Rusia.
En la Edad Media, la madera constituía la única fuente de energía, junto al agua, en ese momento. En el siglo XVI, la madera se utilizaba, tanto en los hogares como en la industria, de diversas formas:
- Para la calefacción.
- Como fuente de energía en forjas e industrias.
- A partir del siglo XIX, se exigía colocar traviesas de madera para poder apoyar los raíles de los ferrocarriles.
- Los primeros coches de trenes también se hacían de madera.

A mediados de la Edad Moderna, se precisaban grandes cantidades de madera para la fabricación de navíos para la exploración, el comercio y para las batallas marítimas. Los grandes imperios de Inglaterra, España, Francia, Holanda y Portugal demandaban grandes cantidades de maderas: España utilizaba la madera para fabricar barcos para la exploración y la Armada Invencible, Inglaterra para la creación de poblados y buques de la HMS. En tanto en Francia, había escasez de madera debido a la rápida deforestación, es decir, España podía crear 75 buques con la madera de sus bosques, mientras Francia solo podía crear 20 buques.

## Bosques artificiales
Los bosques artificiales son plantados por el hombre con especies exóticas adaptables al medio con fines de doble propósito: protección y producción. Con 900 000 hectáreas, el Bosque de las Landas es uno de los bosques más grandes de Europa. Fue plantado en el siglo XIX, y tiene muy poca variedad de pinos, entre ellos están: Pinus radiata y Pinus pinaster. Estos son utilizados mayormente para la construcción de hogares y el suministro de materiales a las minas de carbón.

## Tipos de árboles europeos
Se pueden clasificar los árboles que viven en Europa en dos categorías:
- Frondosos: árboles con hojas que se caen en otoño: es el caso, por ejemplo, del roble y el haya, entre otros. Solo el alcornoque y la encina tienen hojas perennes.

- Resinosos: tienen hojas transformadas en agujas. Estas caen al cabo de dos o tres años pero nunca todas al mismo tiempo. Estos árboles también producen resina, por este motivo reciben el nombre de «resinosos». El abeto y el pino son resinosos muy conocidos. Por último, estos árboles se reconocen también por su fruto, la piña, por el cual reciben su nombre de coníferas.

## Tipos de bosques en Europa
- Bosque septentrional: es el bosque de los climas fríos. Allí se encuentran principalmente resinosos como el pino silvestre, la picea y el abeto.
- Bosque templado: bosques caracterizados por temperaturas medias anuales de alrededor de 15 °C y precipitaciones medias entre 500 mm y 1000 mm anuales.
- Bosque mediterráneo: bioma que se desarrolla en regiones con clima mediterráneo, caracterizado por inviernos templados, veranos secos y otoños y primaveras con abundantes precipitaciones, además de frecuentes incendios forestales a los cuales la vegetación está adaptada.
- Bosque montañoso: la altitud desempeña un papel importante en la distribución de los árboles en las laderas de las montañas. Los árboles se distribuyen por estratos.

## Bosques templados
El bioma de los bosques templados es uno de los biomas más diversos del planeta. Si se mira un mapa que muestre la densidad poblacional del mundo, se verá que corresponde con la distribución de los bosques templados. Durante mucho tiempo, los humanos han usado los árboles para leña, construcción y otros usos. También se ha deforestado para la agricultura. Estas actividades han llevado a la disminución o pérdida de este bioma en todas partes del mundo.
El bosque templado es muy variable: en algunos lugares predominan los árboles caducifolios mientras que en otros las coníferas son más comunes. También hay bosques mixtos con árboles de coníferas, caducifolios de hoja ancha y siempreverdes de hoja ancha. Los bosques templados ocupan áreas con precipitación abundante y uniformemente distribuida y temperaturas moderadas con un marcado patrón estacional. La flora y la fauna de los bosques templados son muy diversificados, aunque muchos animales emigran o hibernan durante el frío invierno.
Según el tipo de vegetación pueden ser de frondosas o de coníferas:
- Bosque templado de frondosas o de hoja ancha, que puede tener varios subtipos según el clima:
  - Bosque templado caducifolio o aestisilva, de clima continental húmedo, lluvioso en verano y bastante seco en invierno
  - Bosque mediterráneo o durisilva, de clima mediterráneo, lluvioso en invierno y seco en verano.
  - Bosque templado húmedo tipo laurisilva, también llamado bosque laurifolio o selva templada, de clima oceánico, lluvioso todo el año.
  - Bosque montano o nimbosilva, de clima de montaña húmedo, que se encuentra en latitudes tropicales y subtropicales pero que presenta un clima templado debido a su altitud.
- Bosque templado de coníferas o aciculisilva, también llamado bosque seco de coníferas, ya que su hoja acicular o aguja no pierde tanta agua por evotranspiración.
- Bosque mixto, que alterna frondosas caducifolias con coníferas perennifolias.

### Plantas y sus adaptaciones

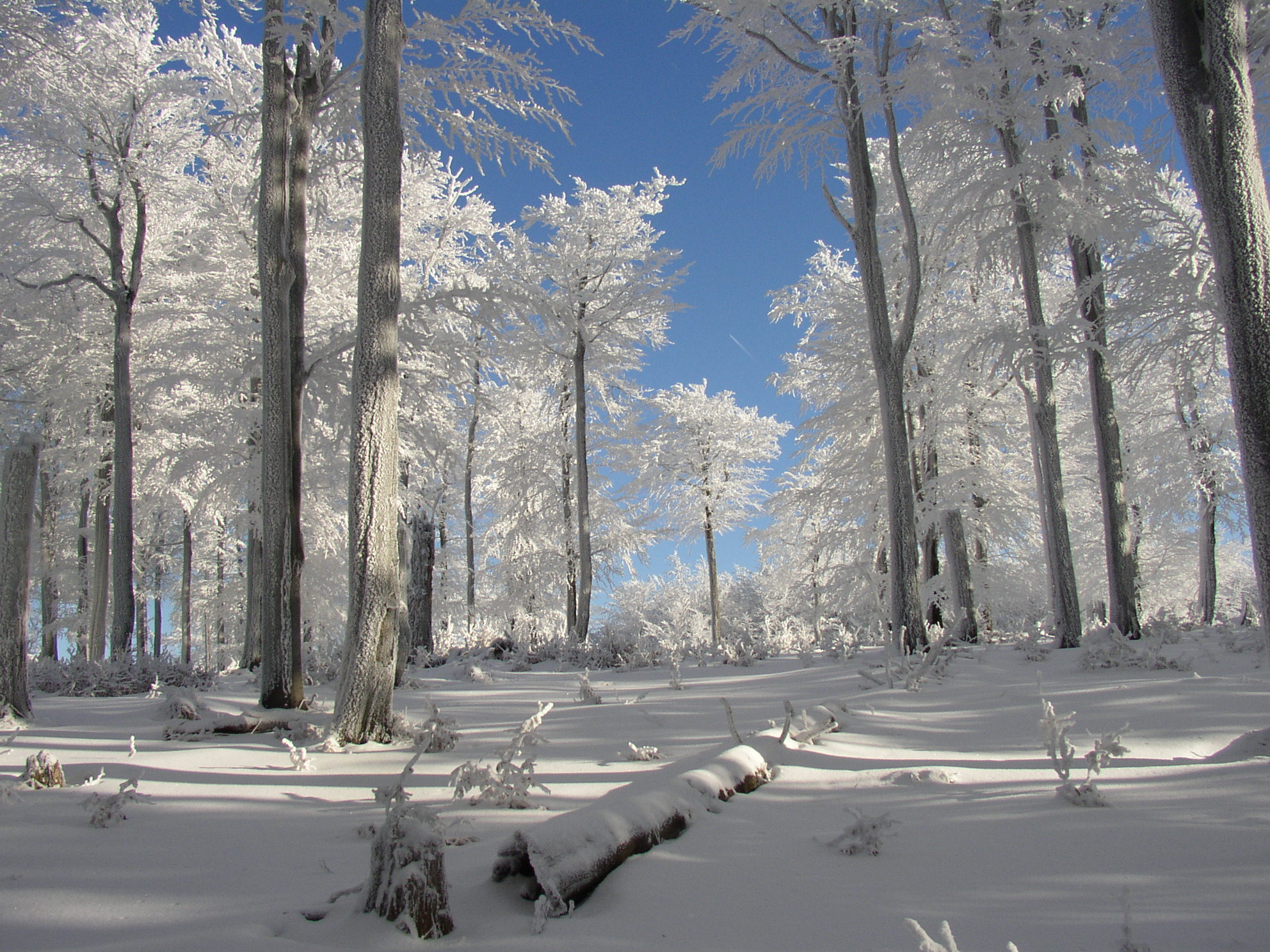
Bosque caducifolio checo durante el invierno.

En Europa Occidental el bosque caducifolio es la biocenosis propia del clima marítimo. Predominan las especies que pierden la hoja en otoño e invierno. Se encuentra entre los 35° y los 60° de latitud en las costas occidentales de Europa y otros continentes. Tiene un régimen térmico moderado, con temperaturas medias mensuales siempre por encima de los 0 °C, y un régimen pluviométrico abundante y bien distribuido a lo largo del año, en el que no hay aridez en ningún mes, con lo que la humedad para las plantas está garantizada. De hecho, las plantas tienen que hacer frente al fenómeno contrario: un exceso de agua que el suelo ya no es capaz de absorber y llega a encharcar las zonas bajas. Presenta cuatro estaciones bien definidas: primavera, verano, otoño e invierno, con una actividad biológica diferenciada en cada una de ellas.
Las plantas de este bioma deben estar muy bien adaptadas para sobrevivir en estas condiciones. Por ejemplo, árboles como los Fagus, el abeto plateado y el olmo tienen hojas que absorben agua y radiación solar. Las ramas de los árboles hacen algo más que proveer de sombra a otras criaturas de este bioma, ya que también proveen de los nutrientes necesarios para que el árbol pueda prosperar. Otro ejemplo de adaptación de estos árboles es el hecho de que sus hojas muden en el invierno. Tras dicha muda, los árboles se quedan sin forma de transpirar, con lo que son capaces de retener agua para subsistir todo el invierno.

## Bosque mediterráneo

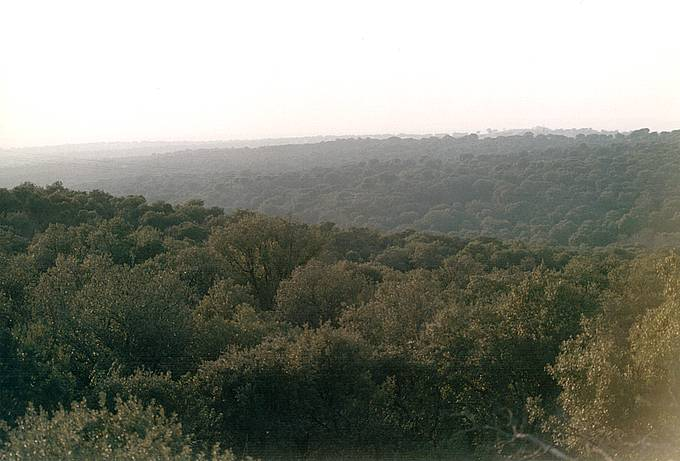
Encinar denso en el Monte del Pardo (España).

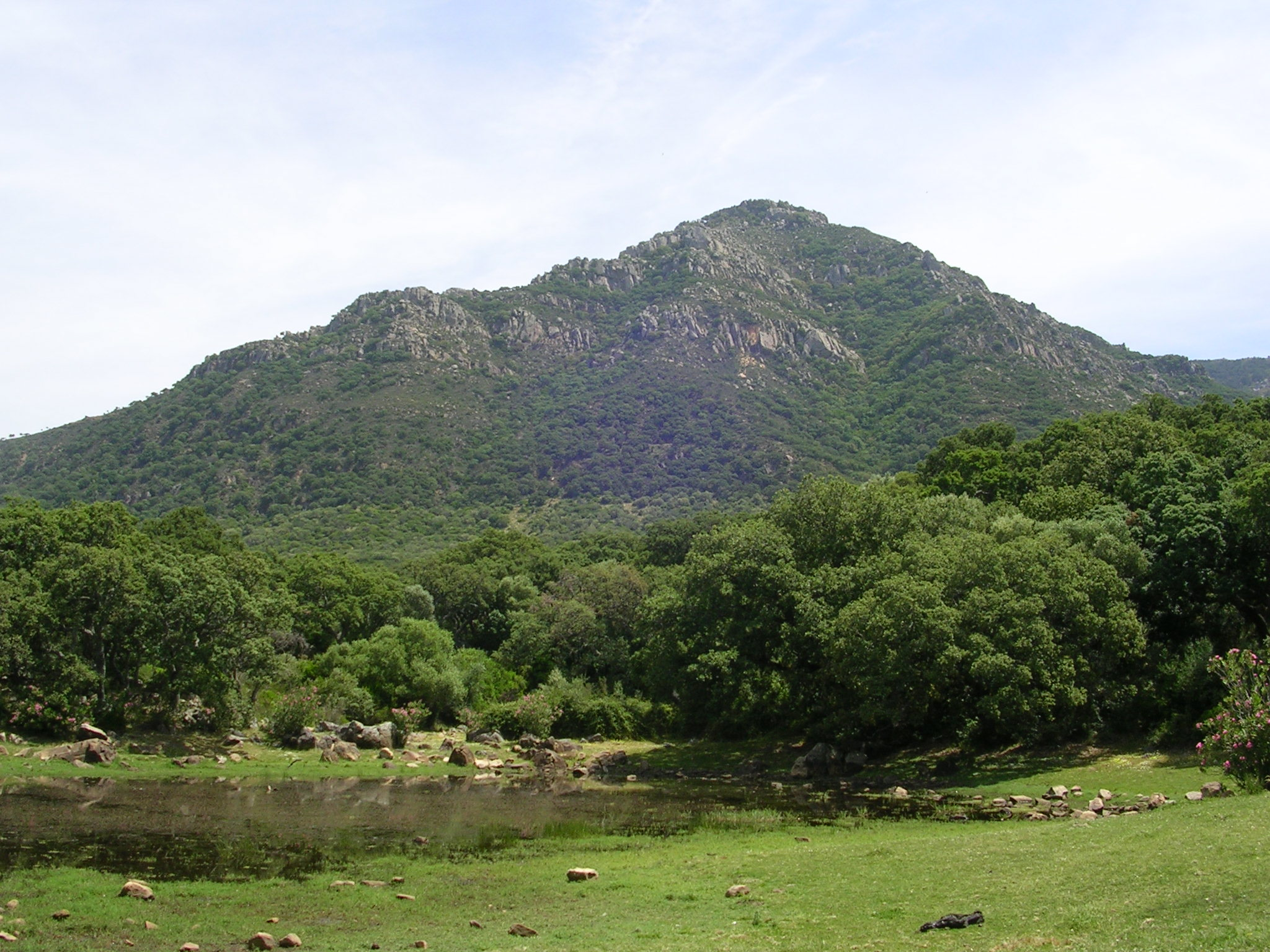
Alcornocales en la provincia de Cádiz.

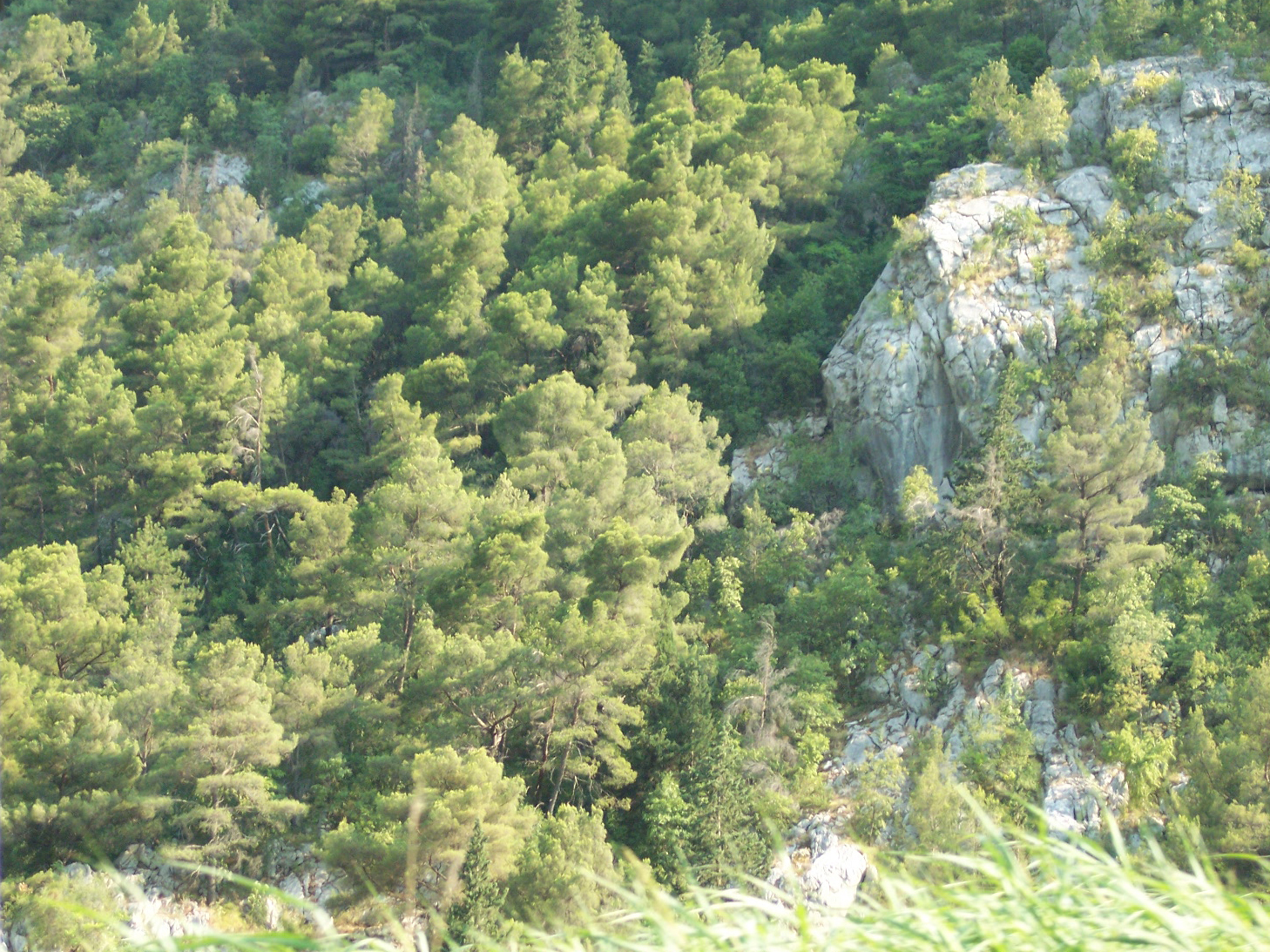
Bosque secundario de pino carrasco (Croacia), especie oportunista que crece allí donde el encinar mediterráneo se ha degradado.

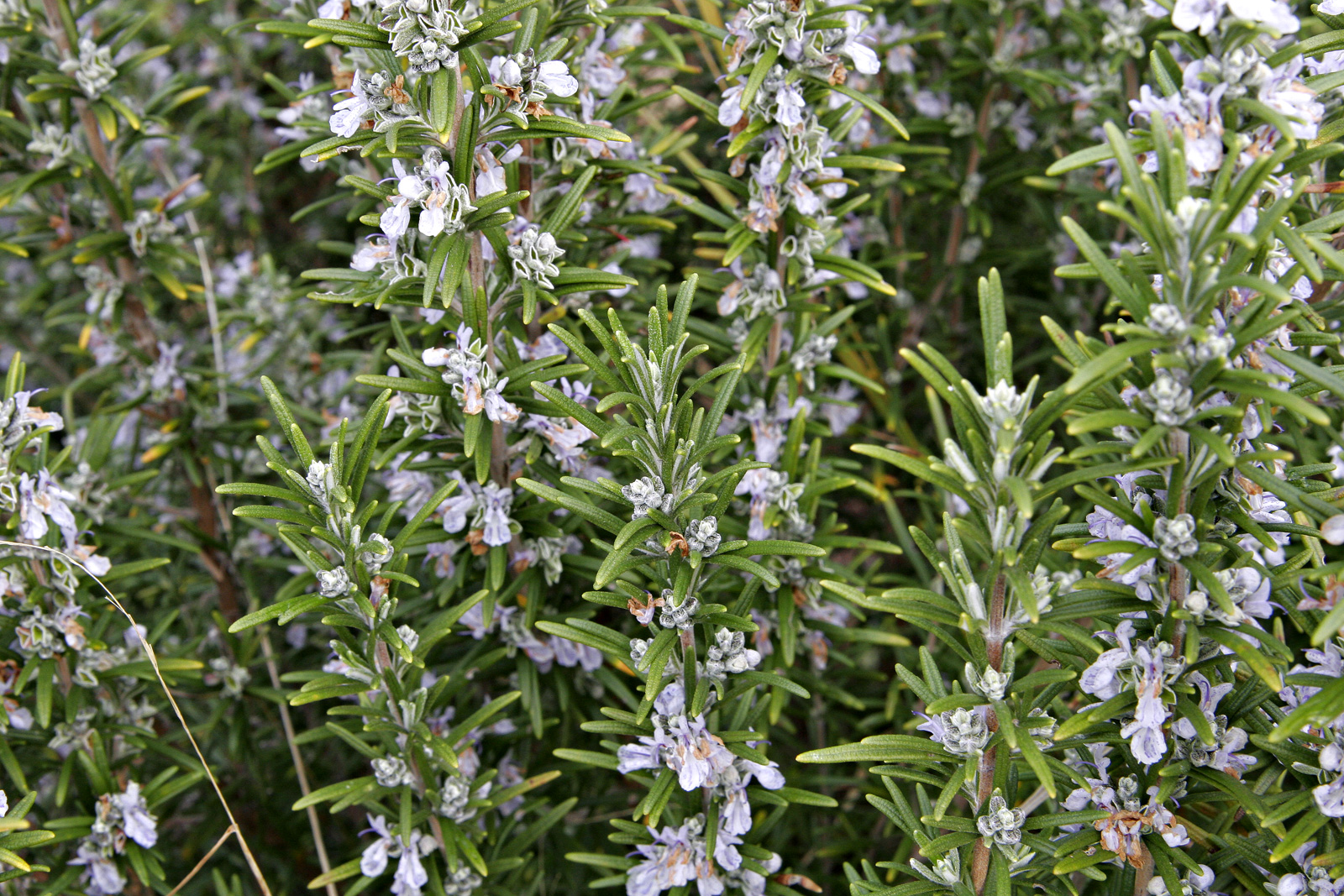
Romero, un arbusto característico de los claros del bosque mediterráneo.

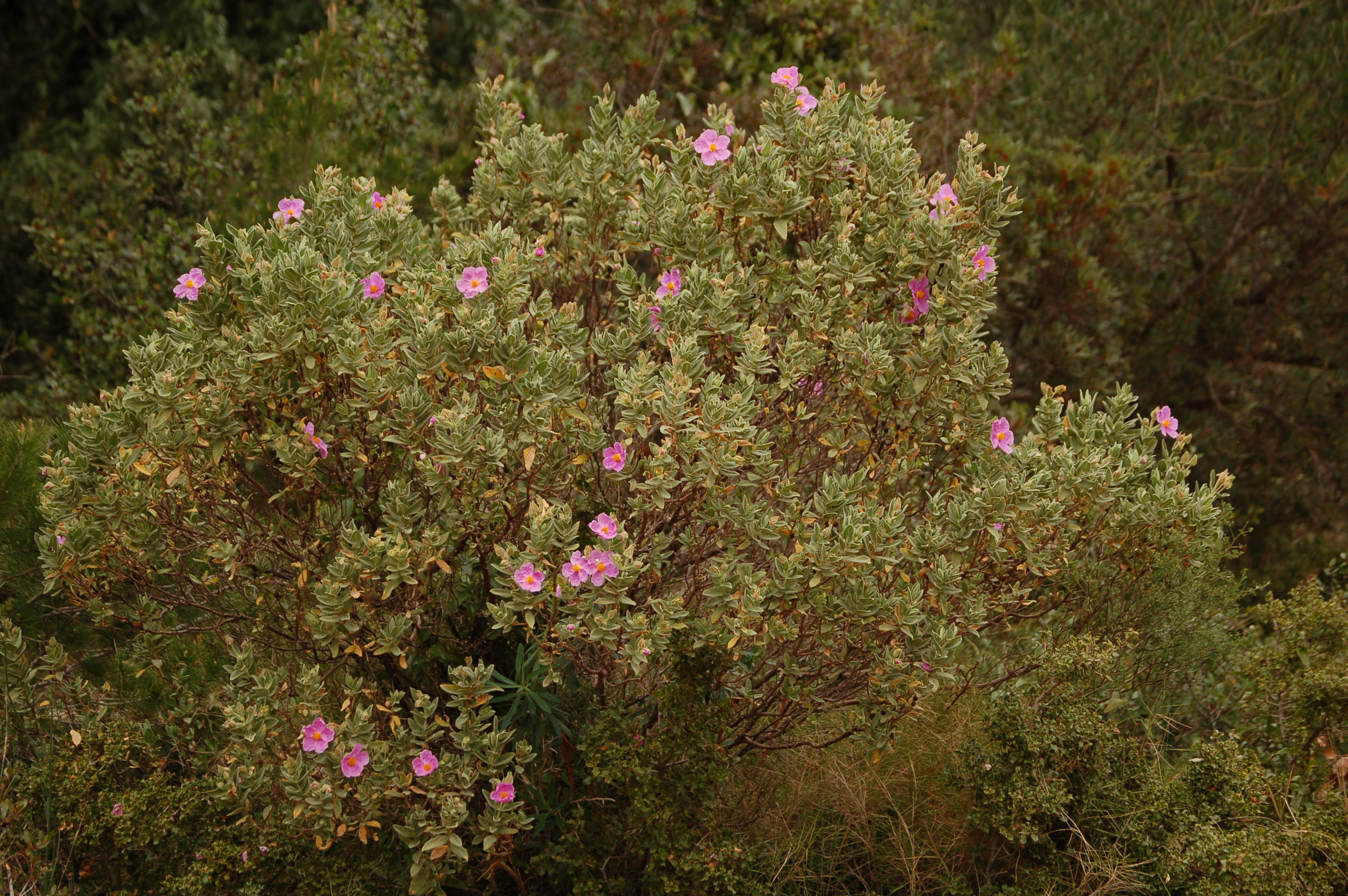
Jara blanca, un arbusto característico de los claros del bosque mediterráneo.

El bosque y matorral mediterráneo, o durisilva, es un bioma de bosques y matorrales que se desarrolla en regiones con clima mediterráneo, caracterizado por inviernos templados, veranos secos, otoños y primaveras con abundantes precipitaciones, además de frecuentes incendios forestales a los cuales la vegetación está adaptada. Está representado por comunidades vegetales similares adaptadas para soportar el verano árido y se encuentran en cinco regiones climáticas mediterráneas del mundo:
- Primariamente en la cuenca endorreica alrededor del mar Mediterráneo
- Chaparral californiano
- Matorral chileno
- Fynbos sudafricano
- Al sudoeste y sur de Australia

En todos los casos están situadas en la fachada occidental de los continentes, hacia los 30° y los 40° (44° en el Mediterráneo). El suelo dominante es el rojo mediterráneo, el pardo, y la terra rossa relicta.
La vegetación típica es esclerófila y xerófila, ya que tiene que soportar la aridez estival. La especie dominante es la encina. El sotobosque es leñoso, espinoso y aromático, con especies como el lentisco, el aladierno, numerosas lianas como la zarzaparrilla y, en los claros, las jaras, el romero y el tomillo. En el cortejo florístico aparecen especies como el pino carrasco y el pino piñonero, la sabina, el madroño, etc. En las zonas más húmedas aparece el quejigo, y en suelos silíceos aparece el alcornoque.
En la transición con otras biocenosis pueden aparecer especies frondosas como matorral, junto con las xerófilas, en un bosque mixto. Es muy importante el bosque galería, en el que aparecen especies frondosas como el chopo o el olmo, que se encuentran en los márgenes de los ríos, lagos y lagunas.
El fuego juega un papel importante en la dinámica de estos bosques y, por ello, las especies que lo componen han desarrollado numerosos mecanismos para adaptarse a los incendios. Así, por ejemplo, los alcornoques presentan cortezas muy gruesas para protegerse; encinas y robles melojos presentan una gran capacidad rebrotadora; y las jaras forman semillas que germinan más fácilmente cuando se ven sometidas a altas temperaturas.
Los bosques mediterráneos son en su mayor parte perennifolios, aunque también hay especies marcescentes, es decir, que presentan hojas caducas pero que permanecen en el árbol hasta la siguiente primavera, para proteger las yemas de las nuevas hojas. Las hojas de los árboles están cubiertas de cera para reducir la pérdida de humedad en los meses cálidos. En general, estos bosques presentan un número relativamente poco variado de especies en el dosel arbóreo.
El país mediterráneo ha estado poblado desde muy antiguamente, y la intervención humana en la biocenosis ha sido decisiva para formar el paisaje y el medio. El bosque se degrada en garriga, dominada por la coscoja, maquia y estepa mediterránea, dependiendo de la importancia de la degradación. En la península ibérica existe un tipo de aclarado del bosque mediterráneo conocido como dehesa.
El ecosistema de bosque mediterráneo es muy sensible a la desertificación si se destruye su cubierta vegetal. Las lluvias torrenciales arrastran el suelo con facilidad y se erosiona con gran rapidez.

## Bosque de ribera

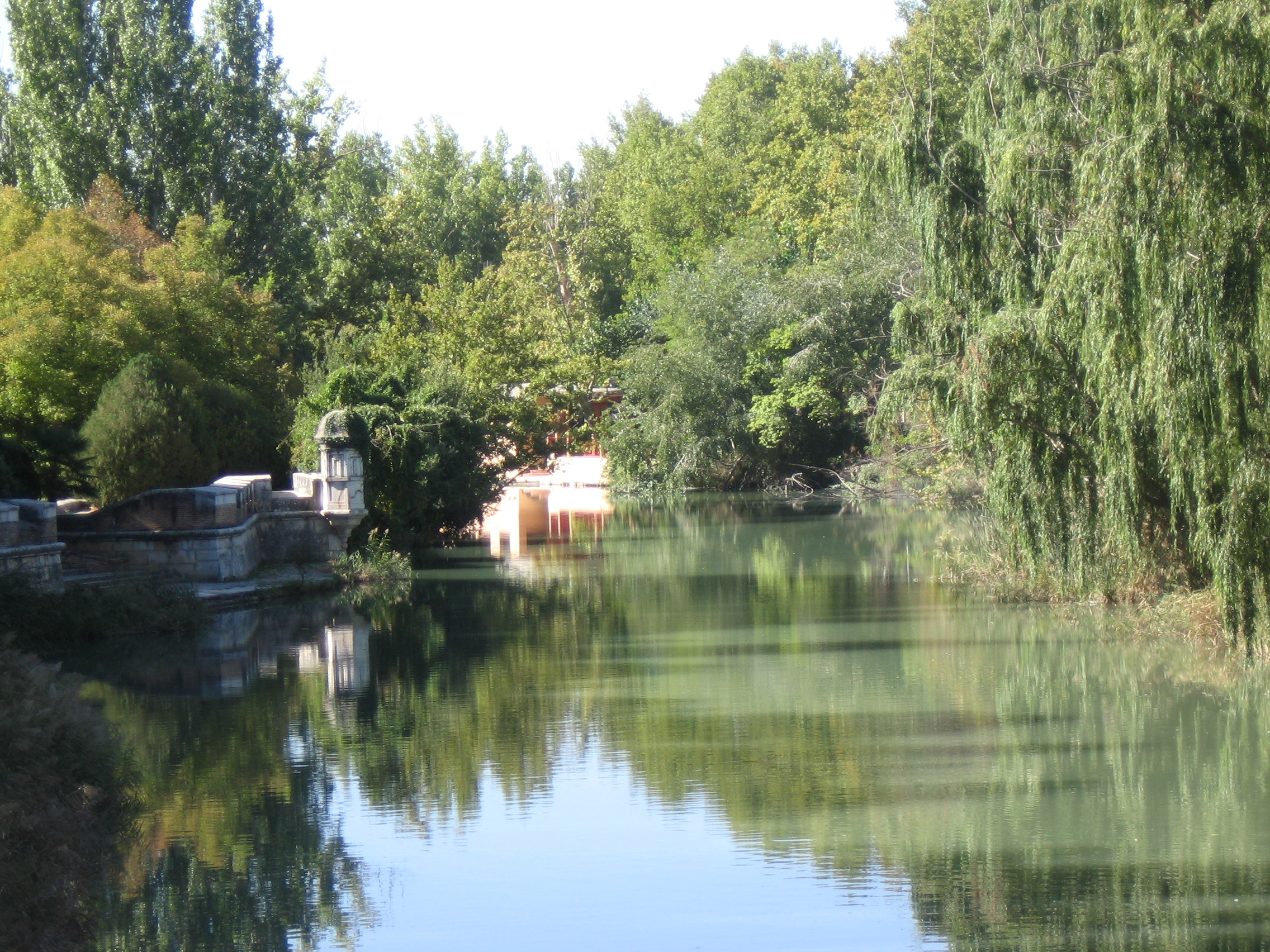
El Tajo a su paso por el jardín del Príncipe de Aranjuez

Bosque de galería, bosque-galería, bosque de ribera o soto, son denominaciones de la formación vegetal o bosque caracterizado por su vinculación a la ribera de un río o entidad hidrológica equivalente. Su vegetación se califica de "riparia" (adjetivo propio del sustantivo "ribera"); sus necesidades de agua se cubren fundamentalmente por la humedad del suelo y no necesariamente por la pluviosidad; y, por lo general, crece frondosamente. Dan cobijo a gran cantidad de animales, y particularmente de aves, y muestran una capacidad de recuperación ante los incendios muy superior a la de los montes cercanos. El nombre "galería" proviene del hecho de que su vegetación cubre al río formando una especie de túnel, como en la galería de una mina. Se identifican claramente en el paisaje por ceñirse al curso del río, formando un pasillo o corredor completamente distinto del resto de la vegetación, en color y altura, además de caracterizarse por poder mantener especies caducifolias en climas con sequía, como el clima mediterráneo o el tropical seco (de sabana), al depender esencialmente de la humedad del suelo y de las características azonales de este.
La excepcionalidad de algunos de estos bosques les hace objeto de especial protección, como los de la ribera del río Tajo en Aranjuez, España, que han obtenido la calificación de Patrimonio de la Humanidad. La alteración de los bosques en galería, o bosques de ribera, por distintos aprovechamientos humanos es muy intensa, y quedan pocos intactos en España. En algunos lugares recibe nombres locales, como soto (entre otras zonas, en el Valle del Ebro) o canuto (en la provincia de Cádiz, con una vegetación relicta de Era Terciaria similar a la laurisilva).

### Ripisilva, vegetación ripícola o de ribera
Es propio de estos bosques la localización de las especies en un sentido transversal al curso del río (gradación denominada catena, en cierto modo similar a las cliseries de la vegetación de montaña), siendo las más exigentes en agua las más cercanas a él, que hunden sus raíces en el mismo cauce (sauces), mientras que las menos exigentes aparecen alejadas varias decenas (a veces hasta cientos) de metros (tras el sauce el aliso, y luego chopos o álamos, el fresno, el olmo y el taray). La variedad es muy grande, tanto en talla arbórea como arbustiva y herbácea (toda clase de juncos, carrizos, espadañas, zarzas, serbal del cazador, entre otras).